# Svältträsket (Tärna socken, Lappland)
Svältträsket är en sjö i Storumans kommun i Lappland och ingår i Umeälvens huvudavrinningsområde.